# ГЕС-ГАЕС Ніїкаппу
ГЕС-ГАЕС Ніїкаппу (яп. 新冠発電所, Ніікаппу хацуденшьо, Гепберн: Niikappu hatsudensho) — гідроелектростанція в Японії на острові Хоккайдо. Знаходячись між ГЕС Оку-Ніїкаппу (44 МВт, вище по течії) та ГЕС Шіта-Ніїкаппу (20 МВт), входить до складу каскаду на річці Шідзунай, яка впадає до Тихого океану на південному узбережжі острова.
Верхній резервуар створили на Ніїкаппу за допомогою кам'яно-накидної греблі висотою 103 метри та довжиною 326 метрів, яка потребувала 3,1 млн м3 матеріалу. Вона утримує водосховище з площею поверхні 4,35 км2 та об'ємом 145 млн м3 (корисний об'єм 117 млн м3).
Як нижній резервуар використовують водосховище наступної станції каскаду, для якої кількома роками раніше звели бетонну гравітаційну греблю висотою 46 метрів та довжиною 131 метр, яка потребувала 62 тис. м3 матеріалу. Вона утримує водойму з площею поверхні 0,49 км2 та об'ємом 6,6 млн м3, з яких 4,3 млн м3 відносяться до корисного об'єму.
Розташований біля греблі верхнього резервуару підземний машинний зал обладнали двома оборотними турбіни типу Френсіс (за іншими даними — Деріяз) потужністю по 105 МВт (загальна номінальна потужність станції рахується як 200 МВт), котрі використовують напір у 194 метри.
Із нижнім резервуаром машинний зал сполучений тунелем завдовжки майже 3 км.